# Baño turco Abid-Efendi
El Baño turco Abid-Efendi (en griego: Χαμάμ του Αμπίντ Εφέντη/Chámam tou Abínd Eféndi), también conocido como los baños de Aérides o los Baños de los Vientos (λουτρό των Αέρηδων), es una casa de baños otomana en el barrio de Aérides de Atenas, Grecia. El edificio original, fechado entre mediados del siglo XV y mediados del XVI, fue ampliamente renovado y ampliado a finales del siglo XIX. Es el único hamman que se conserva de la primera época de la dominación otomana entre los tres que hay en la ciudad, el edificio restaurado forma parte del Museo de la cultura griega moderna desde 1984.

## Historia
Al no pertenecer a ningún plano de baño típico otomano, el hamman Abid-Efendi es difícil de datar. Probablemente data del primer siglo de dominio otomano de Atenas, entre 1456 y mediados del siglo XVI. El viajero Evliya Çelebi lo mencionó durante su visita a la ciudad en 1667. Lady Craven, que visitó uno de los tres baños de Atenas en 1786, describió a los bañistas de la época en su diario de viaje A Journey Through the Crimea to Constantinople (1789).
Fue parcialmente destruido en 1827 durante el tercer asedio a la acrópolis, pero fue renovado durante el reinado de Otón I. En 1870, los baños fueron adquiridos por un dentista llamado Diamantópoulos, que realizó importantes ampliaciones.
Los baños dejaron de funcionar en 1965. Desde 1984, el recinto forma parte del Museo de la cultura griega moderna, aunque las colecciones no se abrieron realmente al público hasta 1998, tras cuatro años de restauración y mejora museográfica. El espacio trata el tema de la higiene y el embellecimiento del cuerpo y también acoge exposiciones temporales de arte.

## Arquitectura
El aspecto algo laberíntico del baño turco de Abid-Efendi es consecuencia de las múltiples modificaciones del plan inicial. Durante mucho tiempo, el lugar fue accesible a mujeres y hombres alternativamente, antes de que las ampliaciones de la década de 1870 permitieran la creación de baños dobles.
La entrada principal, que da a la calle Kyrrístou, conduce a un vestíbulo que distribuye las dos secciones independientes. A la izquierda está la sección de mujeres. Un guardarropa con tabiques de madera maciza y celosía precede a dos vestíbulos sucesivos que conducen al baño principal. La sala caliente (ılıklık), con una pequeña cúpula de 3,20 m x 2,40 m, conduce en la esquina sureste a la sala caliente (hararet), también cubierta por una cúpula que mide 4 m × 4,50 m.
La sección de hombres se extiende por la mitad occidental del edificio, a la derecha del vestíbulo. Desde el largo guardarropa rectangular, con suelo de cerámica y techo pintado con volutas, una escalera de madera conduce a la entreplanta, donde hay cinco cabinas. El guardarropa da acceso a dos vestíbulos que sirven de letrinas, un cuarto de baño privado y la zona caliente principal. Esta última está coronada por dos naves separadas por un arco. Una base central de mármol hexagonal calienta la habitación, un lavabo (kurna) sirve para frotar el cuerpo y un banco sirve para masajear a los bañistas. La cámara caliente cuadrada, de 2,9 m de lado, está coronada por una cúpula con óculos de vidrio y es accesible desde la esquina sureste.
Al noreste, los llamados baños «europeos», a los que se accede a través de una entrada específica en la calle Kyrrístou y un pasillo desde la zona de mujeres, ofrecen cabinas individuales formadas alrededor de un estrecho patio. La casa de baños ocupa toda la parte sur del monumento, a lo largo de la calle Lysíou. La fachada principal tiene una arquitectura neoclásica del siglo XIX.